# Pseudomaevia
Pseudomaevia Rainbow, 1920 è un genere di ragni appartenente alla famiglia Salticidae.

## Etimologia
Il nome del genere è composto, per la prima parte, dal prefisso greco ψεῦδο-, psèudo-, che significa falso, fasullo, ingannevole, seguito da Maevia, altro genere dei salticidi con cui ha varie caratteristiche in comune.

## Distribuzione
Le due specie oggi note di questo genere sono diffuse in Polinesia: in particolare sono stati rinvenuti esemplari sull'isola di Lord Howe, 600 km al largo delle coste orientali dell'Australia, e su Tahiti.

## Tassonomia
A maggio 2010, si compone di due specie e una sottospecie:
- Pseudomaevia cognata Rainbow, 1920[2] — Isola Lord Howe
- Pseudomaevia insulana Berland, 1942 — Polinesia
  - Pseudomaevia insulana aorai Berland, 1942 — Tahiti